# El dilema de las redes sociales
El dilema de las redes sociales es una docuficción estrenada en el Sundance Festival de cine 2020 y lanzada en Netflix el 9 de septiembre de 2020. Fue dirigida por Jeff Orlowski y escrita por Orlowski, Davis Coombe y Vickie Curtis. La película explora el aumento de las redes sociales y el daño que han causado a la sociedad, centrándose en la explotación de sus usuarios para beneficios económicos a través del capitalismo de vigilancia y la minería de datos. 

## Argumento
La película explora la dinámica actual de las redes sociales a través de entrevistas junto a la vida ficcionada de una familia con dos adolescentes, protagonizada por los actores Skyler Gisondo, Kara Hayward y Vincent Kartheiser.  Explora cómo el diseño de las redes sociales explota los mecanismos fisiológicos de la adicción, su uso en política, su impacto en salud mental (incluyendo la salud mental de adolescentes y el aumento del índice de suicidios), y el papel de las redes en extender teorías de conspiración, ayudando a grupos como los terraplanistas y supremacistas y racistas blancos.
En la película figuran entrevistas con Tristan Harris, anterior diseñador ético de Google y cofundador del Centro para una Tecnología más Humana; su compañero cofundador Aza Raskin; Justin Rosenstein,  cofundador de Asana y cocreador del botón de Me Gusta de Facebook; Shoshana Zuboff, profesora de la Universidad de Harvard; Tim Kendall, presidente de Pinterest; Rashida Richardson, director de política de investigación de IA Ahora; Renee DiResta , el director de investigación de Yonder; Anna Lembke, directora de programa de la Sociedad Médica de Adicciones de la Universidad de Stanford; y Jaron Lanier, pionero de realidad virtual.

## Reparto
- Tristan Harris
- Aza Raskin
- Justin Rosenstein
- Shoshana Zuboff
- Jaron Lanier
- Tim Kendall
- Rashida Richa
- Anna Lembke
- Skyler Gisondo
- Kara Hayward
- Vincent Kartheiser
- Sophia Hammons
- Catalina Garayoa
- Barbara Gehring
- Chris Grundy

## Recepción
La película tiene un índice de aprobación del 93% basada en 27 revisiones, con un índice medio de 7,88/10 en Rotten Tomatoes (Tomates Podridos). En el sitio web se lee, "Claro a los ojos y comprensible, El dilema de las redes sociales presenta un soberano análisis de nuestro presente dato-minado." Mark Kennedy de ABC News denominó a la película "una mirada abre ojos a la manera en la que los medios de comunicación social están diseñados para crear adicción y manipular nuestro comportamiento, dicho por algunas de las propias personas quién supervisaron los sistemas en sitios como Facebook, Google  y Twitter" y dijo que "[te hará] inmediatamente querer arrojar tu smartphone al tacho de la basura [...] y luego arrojar el tacho de la basura a través de la ventana de un ejecutivo de Facebook". Dennis Harvey, de la Variedad, dijo que la película hace un trabajo bueno para explicar cómo "lo que está en riesgo claramente no es el beneficio justo, o incluso niños mal socializados, sino la confianza empática que une las sociedades, así como la solidez de instituciones democráticas [que] estamos aprendiendo que pueden ser demasiado-eficazmente socavadas en su totalidad por una dieta firme de memes". Según David Ehrlich de IndieWire, la película es  "el análisis más lúcido, sucinto, y profundamente aterrador nunca creado sobre los medios sociales". Una revisión del Financial Times afirmó que la película "cuidadosamente detalla los niveles de depresión entre niños y adolescentes; los terraplanistas y racistas blancos; el genocidio en Myanmar; la desinformación del covid; [y] el peligro de... desintegración social". The New York Times dijo que la película presenta "desertores concienzados de compañías como Facebook, Twitter e Instagram [quienes] explican que las características perniciosas de las redes sociales son a propósito, no un error". Una revisión de Kevin Costra de Los Ángeles Times declaró que "mientras la mayoría de personas son conscientes de que están siendo minadas para datos mientras están en estos sitios, pocos se dan cuenta a qué gran profundidad va el sondeo [...] Si piensa que la compensación es meramente conseguir anuncios dirigidos a vuestro zapatillas favoritas, se llevará un gran shock".